# ATP Finals 2017 - Đơn
Andy Murray là đương kim vô địch, nhưng đủ tư cách tham gia năm nay.
1 trong 9 tay vợt tham gia năm 2016, chỉ có Marin Čilić, David Goffin, và Dominic Thiem đang chơi lại vào năm nay (Stan Wawrinka vượt qua nhưng rút lui do chấn thương). 2 hạt giống hàng đầu năm nay là Rafael Nadal và Roger Federer, không ai trong số họ chơi vào năm 2016.
Alexander Zverev, Grigor Dimitrov, Jack Sock và Pablo Carreño Busta với tư cách thay thế cho Nadal, người đã rút lui sau trận đầu tiên) sẽ có lần đầu tham dự giải đấu. Also, Goffin sẽ được ra mắt như là một tay vợt tham gia trực tiếp, sau khi chơi một trận đấu như là một thay thế vào năm 2016.

## Hạt giống
1. Rafael Nadal (Vòng bảng, bỏ cuộc do chấn thương đầu gối)
2. Roger Federer (Bán kết)
3. Alexander Zverev (Vòng bảng)
4. Dominic Thiem (Vòng bảng)
5. Marin Čilić (Vòng bảng)
6. Grigor Dimitrov
7. David Goffin
8. Jack Sock (Bán kết)

## Người thay thế
1. Pablo Carreño Busta (Đã thay thế cho Nadal, Vòng bảng)
2. Sam Querrey (Đã không chơi)

## Kết quả

### Từ viết tắt
| - Q = Vòng loại - WC = Đặc cách - LL = Thua cuộc may mắn - Alt = Thay thế - SE = Miễn đặc biệt | - PR = Bảo toàn thứ hạng - w/o = Thắng nhờ đối thủ rút lui trước trận đấu - r = Bỏ cuộc giữa trận đấu - d = Bị xử thua - SR = Xếp hạng đặc biệt |

### Chung kết
|  | Bán kết | Bán kết         | Bán kết | Bán kết      | Bán kết |   |   | Chung kết       | Chung kết | Chung kết | Chung kết | Chung kết |  |
|  |         |                 |         |              |         |   |   |                 |           |           |           |           |  |
|  | 6       | Grigor Dimitrov | 4       | 6            | 6       |   |   |                 |           |           |           |           |  |
|  | 6       | Grigor Dimitrov | 4       | 6            | 6       |   |   |                 |           |           |           |           |  |
|  | 8       | Jack Sock       | 6       | 0            | 3       |   |   |                 |           |           |           |           |  |
|  | 8       | Jack Sock       | 6       | 0            | 3       |   | 6 | Grigor Dimitrov | 7         | 4         | 6         |           |  |
|  |         |                 |         |              |         |   | 6 | Grigor Dimitrov | 7         | 4         | 6         |           |  |
|  |         |                 | 7       | David Goffin | 5       | 6 | 3 |                 |           |           |           |           |  |
|  | 2       | Roger Federer   | 7       | David Goffin | 5       | 6 | 3 | 6               | 3         | 4         |           |           |  |
|  | 2       | Roger Federer   |         |              |         |   |   |                 |           | 4         |           |           |  |
|  | 7       | David Goffin    | 2       | 6            | 6       |   |   |                 |           |           |           |           |  |

### BảngPete Sampras
|     |                                  | Nadal Carreño Busta                | Thiem                            | Dimitrov                    | Goffin                             | RR W–L  | Set W–L               | Game W–L                    | Xếp hạng |
| 1 9 | Rafael Nadal Pablo Carreño Busta |                                    | 3–6, 6–3, 4–6 (w/ Carreño Busta) | 1–6, 1–6 (w/ Carreño Busta) | 6–7(5–7), 7–6(7–4), 4–6 (w/ Nadal) | 0–1 0–2 | 1–2 (33.3%) 1–4 (20%) | 17–19 (47.2%) 15–27 (35.7%) | X 4      |
| 4   | Dominic Thiem                    | 6–3, 3–6, 6–4 (w/ Carreño Busta)   |                                  | 3–6, 7–5, 5–7               | 4–6, 1–6                           | 1–2     | 3–5 (37.5%)           | 35–43 (44.9%)               | 3        |
| 6   | Grigor Dimitrov                  | 6–1, 6–1 (w/ Carreño Busta)        | 6–3, 5–7, 7–5                    |                             | 6–0, 6–2                           | 3–0     | 6–1 (85.7%)           | 42–19 (68.8%)               | 1        |
| 7   | David Goffin                     | 7–6(7–5), 6–7(4–7), 6–4 (w/ Nadal) | 6–4, 6–1                         | 0–6, 2–6                    |                                    | 2–1     | 4–3 (57.1%)           | 33–34 (49.2%)               | 2        |

Tiêu chí xếp hạng: 1) Số trận thắng; 2) Số trận; 3) Đối với 2 tay vợt, kết quả đối đầu; 4) Đối với 3 tay vợt, tỉ lệ % set thắng, sau đó tỉ lệ % game thắng, cuối cùng kết quả đối đầu; 5) Xếp hạng ATP

### BảngBoris Becker
|   |                  | Federer            | Zverev             | Čilić              | Sock               | RR W–L | Set W–L     | Game W–L      | Xếp hạng |
| 2 | Roger Federer    |                    | 7–6(8–6), 5–7, 6–1 | 6–7(5–7), 6–4, 6–1 | 6–4, 7–6(7–4)      | 3–0    | 6–2 (75%)   | 49–36 (57.6%) | 1        |
| 3 | Alexander Zverev | 6–7(6–8), 7–5, 1–6 |                    | 6–4, 3–6, 6–4      | 4–6, 6–1, 4–6      | 1–2    | 4–5 (44.4%) | 43–45 (48.9%) | 3        |
| 5 | Marin Čilić      | 7–6(7–5), 4–6, 1–6 | 4–6, 6–3, 4–6      |                    | 7–5, 2–6, 6–7(4–7) | 0–3    | 3–6 (33.3%) | 41–51 (44.6%) | 4        |
| 8 | Jack Sock        | 4–6, 6–7(4–7)      | 6–4, 1–6, 6–4      | 5–7, 6–2, 7–6(7–4) |                    | 2–1    | 4–4 (50%)   | 41–42 (49.4%) | 2        |

Tiêu chí xếp hạng: 1) Số trận thắng; 2) Số trận; 3) Đối với 2 tay vợt, kết quả đối đầu; 4) Đối với 3 tay vợt, tỉ lệ % set thắng, sau đó tỉ lệ % game thắng, cuối cùng kết quả đối đầu; 5) Xếp hạng ATP